# Seajacks Zaratan
Seajacks Zaratan — судно для встановлення вітрових турбін, споруджене на замовлення британської групи Seajack. Також може використовуватись для обслуговування нафтогазових проектів.

## Характеристики
Замовлення на судно виконала у 2012 році верф Lamprell Energy (емірат Дубаї). За своїм архітектурно-конструктивним типом воно відноситься до самопідіймальних (jack-up) та має чотири опори довжиною по 85 метрів (максимальна довжина нижче корпусу 68 метрів), що дозволяє оперувати в районах з глибинами до 55 метрів.
Для виконання основних завдань Seajacks Zaratan обладнане краном GLC-800-ED вантажопідйомністю 800 тонн. Його робоча палуба має площу 2000 м2 та розрахована на розміщення до 3600 тонн вантажу з максимальним навантаженням 10 тон/м2.
Пересування до місця виконання робіт здійснюється самостійно із операційною швидкістю 8,8 вузлів, а точність встановлення забезпечується системою динамічного позиціювання DP2.
На борту наявні каюти для 90 осіб (опціонально можливе збільшення до 120 осіб). Для перевезення персоналу та вантажів Seajack Zaratan має гелікоптерний майданчик діаметром 22 метри, розрахований на прийом машин типу Sikorsky S92 (або рівнозначних).

## Завдання судна
Першим завданням для судна стали роботи з обслуговування вітрових турбін на ВЕС Гунфліт-Сандс в Північному морі біля узбережжя Ессексу.
В період з липня 2013-го по квітень 2014-го Seajacks Zaratan задіяли на будівництві німецької ВЕС Мервінд (те ж саме Північне море за два десятки кілометрів від острова Гельголанд). Спершу воно забивало на 26 метрів під морське дно монопалі діаметром 5,5 метра, довжиною до 60 метрів та вагою до 670 тонн, після чого провело монтаж вітрових агрегатів, завантажуючи їх в данському Есб'єргу по п'ять комплектів за рейс.
В середині 2010-х років компанія Seajack не змогла знайти для своїх суден достатньо замовлень по спорудженню вітрових електростанцій та була вимушена тимчасово законтрактувати кілька з них для використання як житлові платформи. Так, з грудня 2015-го Seajacks Zaratan задіяли під час налагоджувальних робіт на офшорній трансформаторній платформі DolWin beta.
В 2016-му на ВЕС Фея-Мате (німецький сектор Північного моря, у сотні кілометрів на північний захід від острова Боркум) SeaJacks Zaratan монтувало перехідні елементи, до яких потім кріпляться башти вітроагрегатів. Доставку цих конструкцій вагою по 350 тонн воно здійснювало самостійно з бази в порту Емсгафен (нідерландська провінція Гронінген), приймаючи по шість одиниць за рейс.
У липні 2017-го судно знов розпочало роботу як житлова платформа на британськом офшорному підземному сховищі газу Rough (платформа 47-3B), котре вирішили закрити після двох інцидентів із витоком газу.